# 奧古斯特·德·馬爾蒙
奥古斯特·德·马尔蒙，拉古萨公爵（法語：Auguste de Marmont, Duc de Ragusa，1774年7月20日—1852年7月22日），法国元帥和贵族，大軍團的火炮部隊改革者。1808年因達爾馬提亞戰役被封为拉古萨公爵。在第一次達爾馬提亞戰役、新堡戰役、拉古薩圍城戰、第二次達爾馬提亞戰役、格拉茨之戰、茲諾伊莫戰役等戰役擔任總指揮。

## 早年
馬爾蒙出生於塞納河畔沙蒂永，父親是貴族出身的軍官。馬爾蒙的父親將他送至第戎學院學習，因馬爾蒙的數學成績優異，之後馬爾蒙便加入炮兵部隊。

## 法國大革命戰爭
馬爾蒙與拿破崙同為炮兵出身的軍官，對於火炮於戰場的應用有著獨到的見解。馬爾蒙與拿破崙相識於土倫戰役，隨後獲得拿破崙賞識並成為他的副官。作為拿破仑核心圈的心腹之一，1798年他同隨參與埃及远征，歷經了亞歷山大港戰役與金字塔戰役，並升为准将，後任埃及亚历山大总督。他亦支持拿破崙發動的霧月政變，推翻督政府並幫助拿破崙成為第一執政。
1800年，他跟隨拿破崙穿越阿爾卑斯山奇襲奧地利軍，過程中由於火炮過於笨重無法通過隘口，馬爾蒙提出把火炮裝上雪橇用人力方式搬運，成功化解危機。隨後他對於火炮的嫻熟運用，在马伦哥战役中用密集砲火打散奧地利軍的陣型，幫助法軍取得決定性勝利，因功晋升为少将，同年任意大利军团炮兵司令，次年出任炮兵总监，針對法軍炮兵部隊的火力、機動性、補給等項目做出許多實質有用的改革。

## 拿破崙戰爭
然而馬爾蒙卻未能成為拿破崙稱帝後冊封的第一批元帥，他對此感到失望，原因在於馬爾蒙年僅29歲，拿破崙慰勉他來日方長。1803-1805年，他任驻勃罗杰尼（比利时重镇）炮兵总司令。1805年任第二军指挥官，晋升为少将。第三次反法同盟期間，他率領軍團拱衛大軍團的南翼，負責阻止卡爾大公北上增援庫圖佐夫，因而未能參與奧斯特利茲戰役，儘管未能立功，但由於奧地利於戰後割讓达尔马提亚，馬爾蒙便被任命为达尔马提亚总督(1806-1809年)。擔任總督期間，儘管他過著豪奢的生活，但他任內做出的改革與各種重大基礎建設，就連奧地利皇帝也不得不承認地說:「真可惜! 要是馬爾蒙能再做個兩三年的總督就好了。」
1809年第五次反法同盟期間，馬爾蒙率領第11軍北上與拿破崙主力會師於維也納，瓦格拉姆期間，他的部隊作為預備隊置於後方，沒有太多表現。直到卡爾大公率領的奧地利軍撤退，拿破崙下令馬爾蒙追擊，在茲諾伊莫戰役中有著出色的發揮。馬爾蒙因功與麥克唐納、烏迪諾於戰後一同晉升帝國元帅。
事後法軍士兵打趣的評價這三人晉升元帥背後的理由：為了法蘭西選擇了麥克唐納；為了軍隊選擇了烏迪諾；而與拿破崙之間的"私人情誼"才選擇了馬爾蒙。拿破崙也私下告訴馬爾蒙:“你目前的成就尚未符合我對你的期待。”半島戰爭期間，1811年馬爾蒙接替馬塞納擔任入侵葡萄牙、西班牙的葡萄牙军团司令，然而他在萨拉曼卡战役中被英国威灵顿公爵打败，他於該役被砲火擊傷，被迫提前離開戰場。
1813年3月，馬爾蒙康復後出任第六军军长，第六次反法同盟戰役期間，他率第六軍參與了呂岑戰役、包岑戰役、德勒斯登戰役。萊比錫戰役期間，他在戰場北方與布呂歇爾的普軍爭奪默克爾恩村爆發激戰，雖然最終不支撤退卻也讓普軍付出高昂代價。1814年馬爾蒙负责巴黎城防，監控馬恩河一線的布呂歇爾軍，防守通往巴黎的要道，然而他在拉昂戰役遭受聯軍奇襲損失慘重。事後馬爾蒙受到拿破崙的嚴厲責難，最終使他與反法联军談判並讓巴黎開城投降，當時拿破崙身處楓丹白露仍試圖北上奪回巴黎，馬爾蒙此時卻率軍投降聯軍，拿破崙對於馬爾蒙的背叛感到震驚，深知大勢已去便答應主動退位。

## 晚年
波旁王朝復辟後馬爾蒙效忠路易十八，担任皇家卫队的四名元帅之一，身為拿破崙多年親信的馬爾蒙餘生便背負著叛徒的罵名。1817年被任命为大臣和议员。1821-1830年任巴黎总督和第一军区司令。1830年因七月革命爆發流亡，1852年3月2日，马尔蒙在威尼斯去世。